# Prioritätsdatum
Das Prioritätsdatum ist im Patentrecht das früheste Stichdatum, zu dem eine Technologie als neu und erfinderisch zur Patentierung eingereicht wird.
Innerhalb eines Jahres können ab diesem Anmeldedatum der ersten Patentanmeldung weitere Anmeldungen für dieselbe Erfindung weltweit getätigt werden, wobei diese als maßgeblichen Stichtag das Prioritätsdatum der Erstanmeldung genießen. Das ist das Prioritätsprinzip. Das Prioritätsdatum kann also vor dem eigentlichen Einreichungsdatum liegen, wenn eine Patentanmeldung die Priorität einer früheren Stammanmeldung beansprucht.
Andere Dokumente sind für eine Patentanmeldung nur relevant, wenn sie vor dem Prioritätsdatum bereits öffentlich zugänglich waren. Sie werden in einer Patentrecherche nach dem Stand der Technik gesucht. Das ist wichtig für die Patentierung, denn nur für Erfindungen, die am Anmeldetag gegenüber dem Stand der Technik neu sind und auf einer erfinderischen Tätigkeit beruhen und gewerblich einsetzbar sind, können Patente erteilt werden.